# 제57회 골든 글로브상
제57회 골든 글로브상은 1999년 상영된 영화 중 가장 뛰어난 영화를 수상하기 위해 2000년 1월 23일에 열린 시상식이다. 미국,캘리포니아/비버리 힐튼 호텔에서 개최되었다.

## 수상 및 후보

### 세실 B. 데밀 상
- 바브라 스트라이샌드 수상

### 작품상-드라마
- 아메리칸 뷰티 - 샘 멘데스 수상
- 허리케인 카터 - 노만 주이슨
- 엔드 오브 어페어 - 닐 조던
- 리플리 - 안소니 밍겔라
- 인사이더 - 마이클 만

### 여우주연상-드라마
- 소년은 울지 않는다 - 힐러리 스웽크 수상
- 내 마음의 지도 - 시고니 위버
- 뮤직 오브 하트 - 메릴 스트립
- 아메리칸 뷰티 - 아네트 베닝
- 엔드 오브 어페어 - 줄리안 무어

### 남우주연상-드라마
- 허리케인 카터 - 덴젤 워싱턴 수상
- 인사이더 - 러셀 크로우
- 리플리 - 맷 데이먼
- 아메리칸 뷰티 - 케빈 스페이시
- 스트레이트 스토리 - 리처드 판스워드

### 작품상-뮤지컬코미디
- 토이 스토리 2 - 존 라세터 수상
- 애널라이즈 디스 - 해롤드 래미스
- 존 말코비치 되기 - 존 말코비치 되기
- 맨 온 더 문 - 밀로스 포먼
- 노팅 힐 - 로저 미첼

### 여우주연상-뮤지컬코미디
- 텀블위즈 - 자넷 맥티어 수상
- 일렉션 - 리즈 위더스푼
- 뮤즈(영어판) - 샤론 스톤
- 노팅 힐 - 줄리아 로버츠
- 이상적인 남편 - 줄리안 무어

### 남우주연상-뮤지컬코미디
- 맨 온 더 문 - 짐 캐리 수상
- 애널라이즈 디스 - 로버트 드 니로
- 이상적인 남편 - 루퍼트 에버렛
- 스윗 앤 로다운 - 숀 펜
- 노팅 힐 - 휴 그랜트

### 여우조연상
- 처음 만나는 자유 - 안젤리나 졸리 수상
- 소년은 울지 않는다 - 클로에 세비니
- 스윗 앤 로다운 - 사만다 모튼
- 존 말코비치 되기 - 카메론 디아즈
- 존 말코비치 되기 - 캐서린 키너
- 여기보다 어딘가에 - 나탈리 포트만

### 남우조연상
- 매그놀리아 - 톰 크루즈 수상
- 식스 센스 - 할리 조엘 오스먼트
- 그린 마일 - 마이클 클락 던칸
- 사이더 하우스 - 마이클 케인
- 리플리 - 주드 로

### 외국어 영화상
- 내 어머니의 모든 것 - 페드로 알모도바르 수상
- 레드 바이올린 - 프랑소와 지라드
- 걸 온 더 브릿지 - 빠트리스 르꽁트

### 감독상
- 아메리칸 뷰티 - 샘 멘데스 수상
- 엔드 오브 어페어 - 닐 조던
- 인사이더 - 마이클 만
- 리플리 - 안소니 밍겔라
- 허리케인 카터 - 노만 주이슨

### 각본상
- 아메리칸 뷰티 - 앨런 볼 수상
- 사이더 하우스 - 존 어빙
- 인사이더 - 마이클 만
- 식스 센스 - M. 나이트 샤말란
- 존 말코비치 되기 - 찰리 카우프만

### 음악상
- 피아니스트의 전설 - 엔니오 모리꼬네 수상
- 인사이더 - 리사 제라드,피터 브룩
- 애나 앤드 킹 - 조지 펜톤
- 안젤라스 애쉬스 - 존 윌리엄스
- 아이즈 와이드 셧 - 조셀린 푸크
- 엔드 오브 어페어 - 마이클 니만
- 아메리칸 뷰티 - 토머스 뉴먼
- 리플리 - 가브리엘 야리드
- 스트레이트 스토리 - 안젤로 바달라멘티

### 주제가상
- 타잔 - 필 콜린스 수상
- 토이 스토리 2 - 랜디 뉴먼
- 매그놀리아 - 에이미 만
- 애나 앤드 킹 - 조지 펜
- 오스틴 파워 2 - 나를 쫓아온 스파이 - 마돈나
- 오스틴 파워 2 - 나를 쫓아온 스파이 - 윌리엄 오빗

## 같이 보기
- 제72회 아카데미상
- 제20회 골든 래즈베리상
- 제6회 미국 배우 조합상
- 제53회 영국 아카데미 영화상